# Ourche
L'Ourche est une rivière de l'Est de la France, dans le département des Vosges, en région Grand Est, affluent de rive gauche de la Saône. Son parcours remarquable est connu sous la dénomination de vallée de l'Ourche.

## Géographie

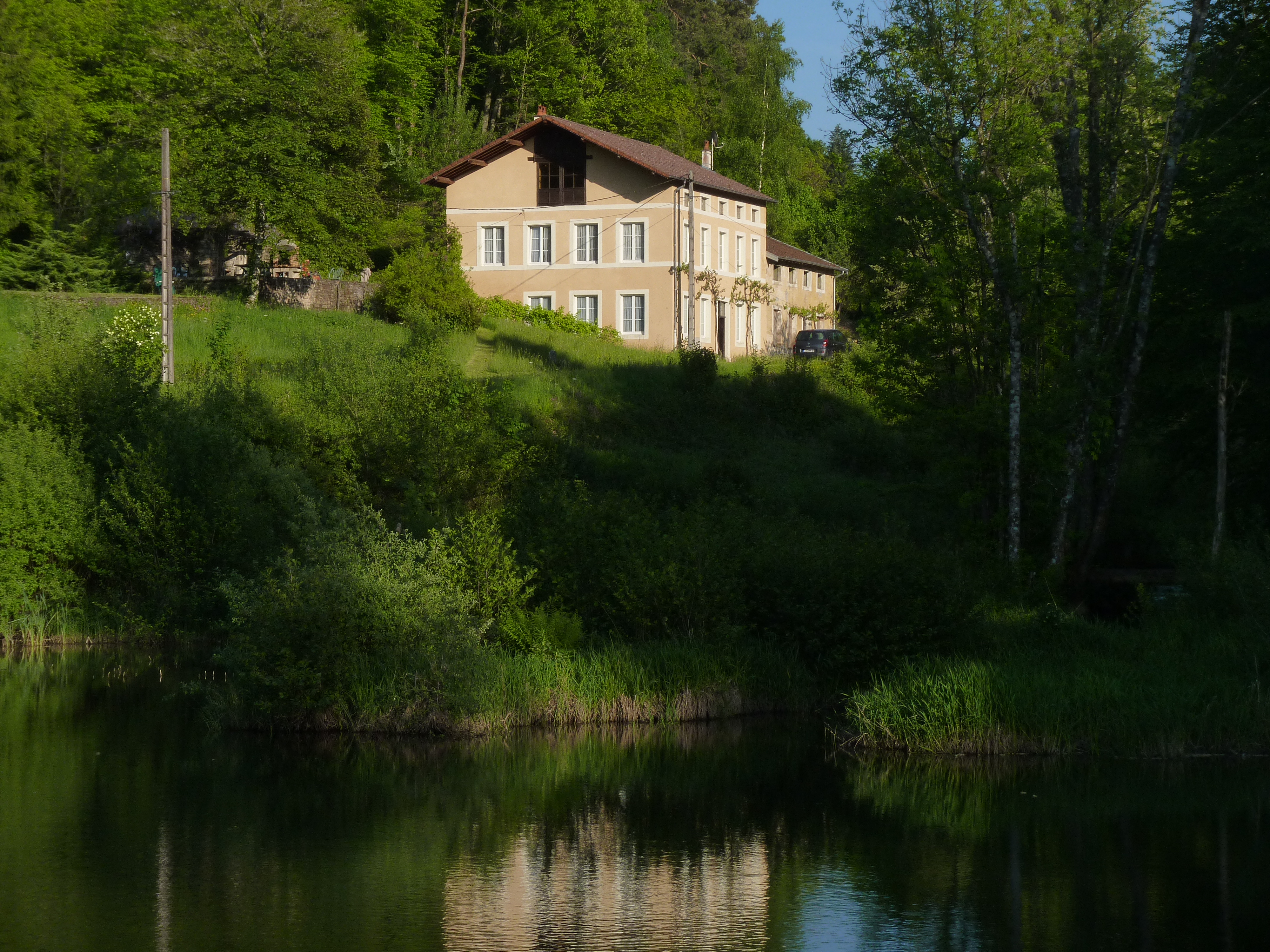
Aiguiserie et magasin des forges de la Hutte (Hennezel) dans la Vallée de l'Ourche

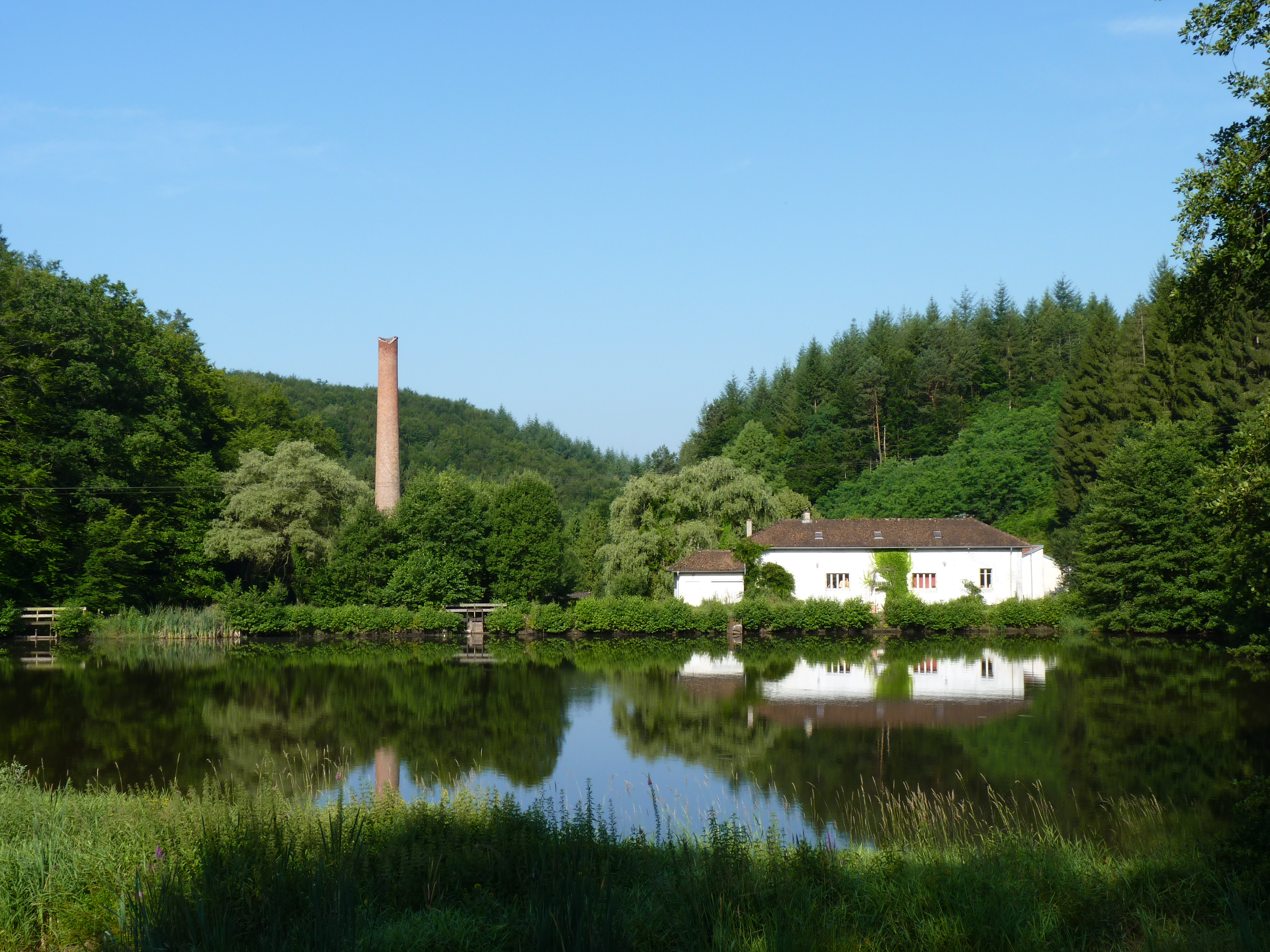
Forge Neuve à la Hutte (Hennezel) le long de l'Ourche

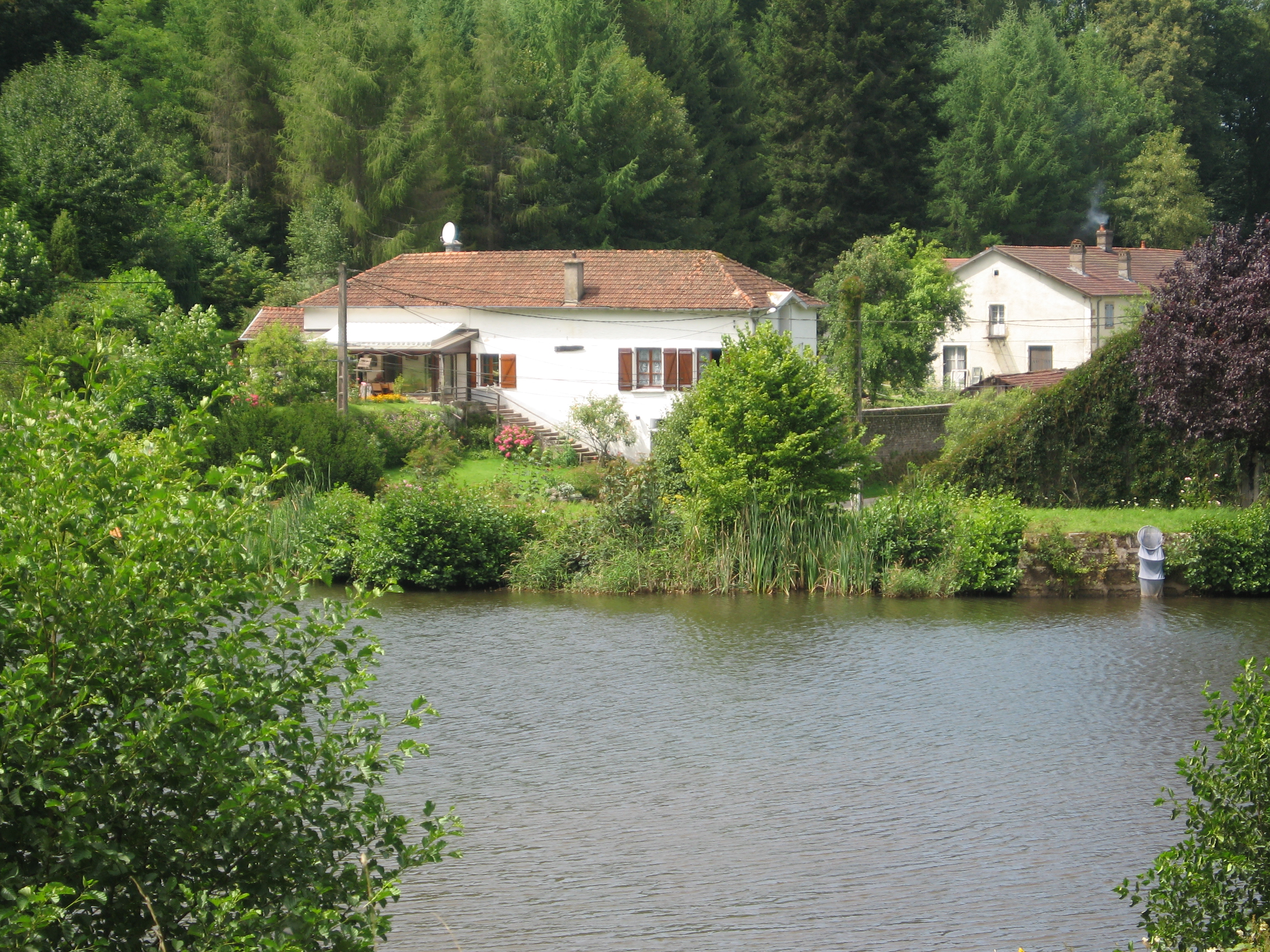
Étang Jolimet à la Hutte (Hennezel) sur l'Ourche

De 13,3 km de longueur, l'Ourche est entièrement située dans le département des Vosges, et coule globalement de l'est vers l'ouest.
Premier affluent notable de la Saône, l'Ourche prend sa source au lieu-dit 'le Hatrey', au-dessus des lieux-dits 'la Groselière' et 'les Vieux Étangs' à Gruey-lès-Surance, à 455 m d'altitude. 
Puis il s'enfonce doucement dans la forêt de Darney, traversant les communes d'Hennezel et de Claudon, séparant parfois cette dernière au nord de sa voisine d'Attigny.
L'ourche conflue en rive gauche de la Saône sur la commune de Claudon, à 257 m d'altitude.

### Communes et cantons traversées
Dans le seul département des Vosges, l'Ouche traverse les quatre communes suivantes, dans le sens amont vers aval : Gruey-les-Surance (source), Hennezel, Attigny, Claudon (confluence).

### Bassin versant
L'Ourche traverse une seule zone hydrographique La Saône du ruisseau de l'étang de Belrupt à la Mause (U001) de 173 km2 de superficie.

### Géologie
Le sous-sol est constitué de grès qui se sont déposés au Cénozoïque.
Ce sous-sol marqua et marque encore fortement la vallée de l'Ourche et la forêt de Darney de son empreinte géologique : 
- des sols pauvres très propices à la forêt mais peu fertiles pour l'agriculture ;
- du sable qui servit de matière première aux verreries ;
- des eaux très faiblement chargées en sels minéraux ( TH < 10 ) et au pH acide.

## Affluents
Quatre petits ruisseaux viennent alimenter l'Ouche : 
- les Orgoneaux (rg[note 1]), 1,6 km sur la seule commune d'Hennezel.
- le Thiétry (rd), 1,9 km sur la seule commune d'Hennezel.
- la Houdrie (rd), 2,4 km sur les trois communes de Darney, Belrupt et Hennezel avec un affluent :
  - le ruisseau de la Gorge le Loup (rg), 3,3 km sur la seule commune d'Hennezel.
- les Noires Gouttes (rd), 2,5 km sur les quatre communes d'Attigny, Claudon, Darney et Hennezel.

### Rang de Strahler
Le rang de Strahler est donc de trois.

## Aménagements et écologie
Le cours de l'Ourche est ponctué de nombreux étangs et retenues, témoignages de l'utilisation industrielle de la force de l'eau. Aujourd'hui encore, cette force est utilisée par des micro-centrales hydroélectriques.